# アルフレッド・コント

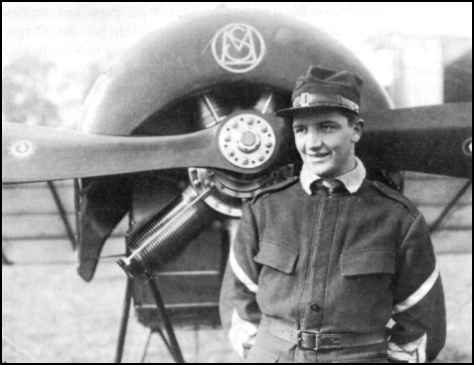
アルフレッド・コント

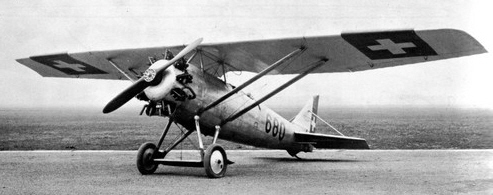
アルフレッド・コントAC-1

アルフレッド・コント（Alfred Comte 、1895年6月4日 - 1965年11月1日）はスイスの航空の先駆者である。1926年に航空機会社、「アルフレッド・コント、スイス航空機会社」（Alfred Comte, Schweizerische Flugzeugfabrik ）を創立した。
ドレモンに生まれた。15歳の時にオートバイを組み立てた。1913年にフランス飛行クラブの民間パイロット免許を得て、第一次世界大戦中はスイス軍のパイロットとして領空侵犯を防ぐ飛行を行なった。1919年11月5日、航空写真撮影や旅客運送を行うコント・ミッテルホルツァー（Comte, Mittelholzer und Co. Aero, Luftbildverlagsanstalt und Passagierfluge ）の設立者の一人となりアクロバット飛行を見せ、チューリヒからロンドンの飛行を行なった。1920年12月、6機の水上機でチューリヒ湖岸のオーバーリーデンで飛行学校を始めた。1923年から飛行機の設計・製作を始め、1926年に、「アルフレッド・コント、スイス航空機会社」を設立した。40機ばかりの自社設計の機体の製作とスイス空軍のための8機のフォッカー D.VIIのライセンス生産を行ったが、大恐慌によって商売はうまくゆかず、家具製造に転じたが1935年に倒産した。
第二次世界大戦中は軍務に復し、戦後ふたたび飛行学校を経営するが1950年に飛行するのをやめた。
コントの設計した機体は以下である。
- Wild 43 (1923年-26年)、練習機、6機が製造され、中国とコロンビアに輸出された。
- Wild X (1927年/28年)、戦闘機、観測機、8機が製造され、 コロンビアに輸出された。
- AC-1 (1926年)、戦闘機、1機が試作されたが、スイス空軍の評価でドボワチーヌ D.27に敗れる。
- AC-2 (?)
- AC-3 (1929年/30年)、輸送機、爆撃機1機試作。
- AC-4 Gentleman (1928年-30年)、2座席スポーツ機、練習機、11機が製造されスイス空軍などで運用。
- AC-8 (1929年/30年)、旅客機、3機製造、Ad Astra Aeroで使用。
- AC-11 (1931年)、指揮連絡機、1機製造、スイス空軍に不採用。
- AC-12 Moskito (1931年/35年)、旅客機 8機製造。